# Ligne 7 du métro de Montréal
Pour les articles homonymes, voir Ligne blanche et Ligne 7.
La ligne blanche ou ligne 7 du métro de Montréal est une ligne projetée de 1983 à 1992 pour prolonger le réseau de Montréal. Elle devait traverser la partie est de l’île de Montréal sur un axe nord-sud longeant le boulevard Pie-IX, traversant Saint-Léonard, et bifurquant dans Montréal-Nord vers Rivière-des-Prairies.

## Histoire
Dès les premiers travaux de conception d'un réseau de métro menés par la Commission de Transports de Montréal en 1953, une ligne le long de la rue D'Iberville est imaginée. En 1961, un prolongement de la ligne 1 (verte) suivant cet axe est considéré, dans le plan d’aménagement du métro de Montréal, pour le développement futur du réseau.

### Relier Montréal-Nord
En septembre 1970, la Communauté urbaine de Montréal (CUM) propose une ligne nord-sud qui, de la station Assomption du projet d'extension de la ligne 1 (verte), relierait les abords du pont Pie-IX dans Montréal-Nord via Saint-Léonard.

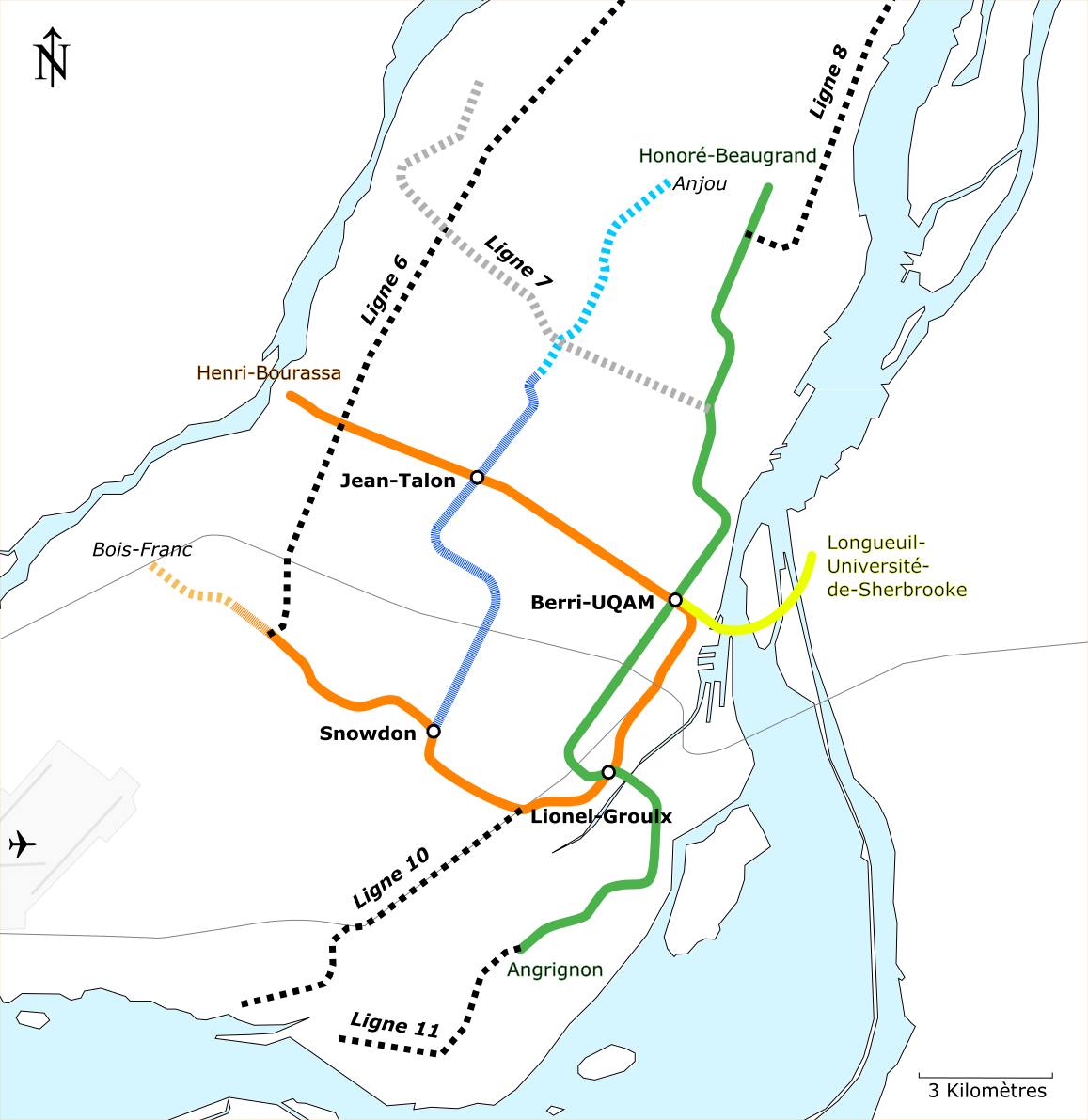
Lignes de métro et prolongements proposés par le MTQ en 1981 (ligne 6) et la CUM en 1984 (lignes 7,8,10 et 11).

En 1972, le projet est mis de côté par la CUM au profit d'un prolongement possible de la ligne 5 (bleue) vers le nord. En décembre 1979, le gouvernement du Québec via son ministère des Transports (MTQ), devenu principal financier des travaux de prolongements, décide que la ligne 5 irait vers Anjou et qu'une sixième ligne de surface serait aménagée pour desservir Montréal-Nord.

### Ligne 7
En septembre 1983, la CUM accepte le prolongement vers Anjou mais rejette la ligne 6 qu'elle remplace par son propre projet de ligne nord-sud élaborée par un comité ad-hoc (Comité d'étude de desserte du nord-est de la CUM). Cette ligne, qui serait la septième, reprend à son compte le tracé de prolongement de la ligne 5 vers le nord de 1972.
La ligne est bonifiée dans le cadre d'un projet élargi qui parait l’année suivante et, en 1985, Québec abandonne la ligne 6 au profit de la ligne 7. Mais aussitôt un nouveau gouvernement élu rejette le projet, lui préférant de nouvelles lignes de trains de banlieue. La ligne blanche n'est ainsi pas mentionnée dans le Plan global de transport de la région de Montréal dévoilé en août 1988 par le ministère des Transports. Ce n'est qu'à l'approche des élections provinciales de 1989 que le projet de ligne 7 réapparaît, accompagné d'un prolongement de la ligne 2 (orange).
De volumineuses études d'achalandage, de scénarios de desserte, de tracés de ligne et de positionnement des stations sont réalisées. Dans une étude publiée en 1989, la Société de transport de la communauté urbaine de Montréal (STCUM) compare cinq trajets différents, de 9 à 12,8 kilomètres comprenant de dix à douze stations. Deux tracés sont priorisés, les axes Saint-Michel/Viau (12,6 km) et Pie-IX/Lionel-Groulx (12,3 km) car ils présentent les coûts globaux et coûts nets d'exploitation par heure de gain de temps les plus faibles.
Le tracé final de la ligne 7 est établi en décembre 1991, il s'agit de la variante Pie-IX/Lionel-Groulx. Une mise en œuvre par phases est proposée consistant à construire d'abord la portion nord de la ligne, entre Jean-Talon et Maurice-Duplessis, pour l'exploiter comme prolongement de la ligne 5.

### Abandon du projet
L’arrivée des années 1990 est marquée par un déficit important des finances publiques partout au Canada ainsi qu’une récession économique. L'achalandage du métro diminue d'année en année entre 1989 et 1996 et le gouvernement provincial réforme le subventionnement du transport collectif, tarissant les sources de financement du projet et conduisant à son abandon en 1993.

## Projet

### Couleur
Les plans du métro de Montréal affichés dans les rames et les stations étant sur fond noir, la ligne 7 projetée apparaissait en pointillés blanc pour être plus visible, d’où le nom de ligne blanche. Cependant il semble que la couleur officielle retenue ait été le rouge.

### Matériel roulant
Au début des années 1960, la francophilie du maire Jean Drapeau, et des performances supérieures pour un réseau aux courtes distances inter-stations (sur le modèle parisien), avaient conduit la Commission des Transports de Montréal à préférer le système de métro sur pneumatiques développé par la RATP et Michelin. Vingt années plus tard, les progrès réalisés par le matériel roulant ferroviaire classique remettaient la pertinence de ce choix en question pour la ligne 7. En octobre 1984, les résultats d'une étude concluait que la nouvelle ligne pourrait être équipée d'une technologie fer sur fer sans que cela n’entraîne des coûts d'immobilisation ou d’opération discriminants. De plus, le choix de cette technologie aurait pu diversifier l'expertise québécoise en matière de transport et ouvrir de nouveaux marchés.

### Exploitation projetée
L'achalandage prévu sur la ligne 7, relativement faible comparé aux autres lignes du métro, demanderait une fréquence moins élevée de service et des infrastructures moins volumineuses.

### Liste des stations projetées
Position des stations projetées, du sud au nord de la ligne 7, dans la variante du tracé préconisée en 1991 :
- Station Pie-IX (interconnexion avec la ligne 1) ;
- Pie-IX et Laurier ;
- Pie-IX et Rosemont ;
- Pie-IX et Beaubien ;
- Pie-IX et Jean-Talon (interconnexion avec la ligne 5) ;
- Provencher et Jarry ;
- Provencher et Robert ;
- Lionel-Groulx et Couture ;
- Armand-Lavergne et Amiens ;
- Léger et Henri-Bourassa ;
- Henri-Bourassa et Lacordaire ;
- Maurice-Duplessis et Langelier.

## Postérité
La croissance retrouvée de l'achalandage du métro de Montréal depuis 1996 n'a pas ramené le projet de ligne 7, pourtant les besoins en transport collectif de l'est de la ville demeurent.
Sur l'axe du boulevard Pie-IX, après avoir offert un service d'autobus express de 1990 à 2002 roulant à contre-sens du trafic sur voie réservée (R-Bus 505), la Société de transport de Montréal (STM) devrait implanter un bus à haut niveau de service, le SRB Pie-IX, d'ici 2022. Une première station pilote (Amos) a d’ailleurs été construite en 2016.
Une nouvelle ligne de métro, nommée ligne rose, propose de relier Montréal-Nord à Lachine en passant par le centre-ville. Ce projet, apparu officiellement en 2011, est porté par Valérie Plante depuis son élection comme mairesse de Montréal en 2017.